# Jan Nepomucen Budzyński
Jan Nepomucen Budzyński (ur. 1807 w Dębogórze, zm. 9 października 1875 w Gnieźnie) – uczestnik powstania listopadowego.

## Życiorys
Urodził się w 1807 roku w Dębogórze. W latach 1807–1815 miejscowość ta należała do Księstwa Warszawsklego. Jego rodzicami byli Franciszek Budzyński i Petronela z domu Pankowska. Początkowo Jan Nepomucen pobierał nauki w szkole przygotowawszej ks. dziekana Komasińskiego w Szubinie. Potem uczęszczał do szkół oo. reformatów w Pakości. Gdy jednak te wskutek kasowania klasztorów przez władze pruskie, zostały zamknięte, Budzyński przeniósł się do gimnazjum w Bydgoszczy. Tam w roku 1828 uzyskał świadectwo dojrzałości. Następnie przez dwa lata studiował filologię klasyczną na uniwersytecie we Wrocławiu(Wówczas Königliche Universität zu Breslau – Universitas Litterarum Vratislaviensis).
Dnia 30 listopada 1830 roku wybuchło w Kongresówce powstanie przeciw zaborcom rosyjskim. Budzyński zaciągnął się jako prosty żołnierz dnia 3 stycznia 1831 roku do 1. pułku ułanów, ochotników województwa kaliskiego. Dnia 8 lutego tego roku udał się z pułkiem z Warszawy na linię bojową pod miasto Siennice i Cegłów. Brał udział w bitwach pod Wawrem, Grochowem, Kawenczynem, gdzie 19 lutego był ranny. Walczył też pod Wielkim Dębrem, Iganiami, Kałuszynem, Czerniejewem i Szczepankowem, pod Tykocinem i Rajgrodem. Przepłynął z małym oddziałem, w okolicy wsi Giełgudyszek, rzekę Niemen maskując przeprawę dywizji generała Giełguda. Dalej brał udział w bitwach pod Wilnem, gdzie został na mocy upoważnienia Rządu Narodowego mianowany przez generała Giełguda podporucznikiem, następnie jako już jako porucznik- pod Darnowem i pod Szawlami. Dnia 10 lipca Budzyńskiego wcielono do korpusu Chłapowskiego, z którym dnia 14 lipca wkroczył w granicę pruskie. Na samym początku był internowany w którymś z miast pruskich, następnie zaś skazany na jeden rok więzienia fortecznego. Karę odsiedział w Szczecinie. Potem był Budzyński wzięty do wojska pruskiego na trzy lata. Początkowo służył jako prosty żołnierz, później jako podoficer.
Po skończeniu służby wojskowej, Budzyński był przez kilka lat nauczycielem domowym w kilku domach polskich. Jakiś czas później objął on naczelny zarząd nad dobrami Chełkowskich w Kuklinowie. Tu ożenił się z kuzynką Stanisławy Chełkowskiej żony Józefa Chełkowskiego dziedzica Kuklinowa, Agnieszką Rebsz, córką Karola Rebsza i Nepomuceny z Bogusławskich, właścicieli hotelu w Kaliszu. Ślub odbył się w Starymgrodzie dnia 16 listopada 1840 roku. Agnieszka Budzyńska zmarła w 1842 roku w Kuklinowie, zaś jeszcze przed matką, w tym samym roku, zmarła w Kuklinowie ich siedmiomiesięczna córka Ludwika.
W trzy lata po śmierci pierwszej żony Budzyński zawarł związek małżeński z Teofilą Weiss z Główny. Od jej rodziny nabył na własność Głównę i Nadolnik będąc, już przedtem, właścicielem Kleryki (Obecnie miejscowość ta nie istnieje, została wchłonięta przez Gniezno). Z drugą żoną miał ośmioro dzieci, wieku dorosłego dożyło czworo z nich: trzy córki i syn. Z córek Marianna Budzyńska w 1868 roku poślubiła Marcelego Ławickiego, lekarza praktycznego, Helena poślubiła w 1869 roku Ludwika Jagielskiego, który najpierw był redaktorem ,,Dziennika Poznańskiego” i ,,Gazety Toruńskiej”, potem kupcem, trzecia córka Stanisława poślubiła w 1875 roku Ludwika Kalksteina Osłowskiego, obywatela, który od rodziny nabył Klerykę. Syn Jana Nepomucena Budzyńskiego, oddał się zawodowi praktycznemu i w roku 1876 studiował jeszcze w szkole politechnicznej w Nitweida w Saksonii inżynierię maszynową. Żona Jana, Teofila zmarła w 1858 roku w Kleryce.
W roku 1848, podczas Wiosny ludów, Jan Nepomucen Budzyński nie był czynny jako żołnierz, ale jako organizator sił zbrojnych. Również w roku 1863, w czasie powstania styczniowego, wspierał sprawę narodową.
Budzyński był członkiem Komitetu Towarzystwa Pomocy Naukowej na powiat gnieźnieński, członkiem dyrekcji Towarzystwa Rolniczego połączonych powiatów średzkiego, wrzesińskiego i gnieźnieńskiego. Kiedy Towarzystwo przemysłowców w Gnieźnie zaczęło upadać był jednym z tych którzy działali w kierunku jego odnowy. Budzyński był także członkiem dozoru szpitala katolickiego w Gnieźnie, kuratorem Kasy Oszczędności w Gnieźnie, wieloletnim członkiem sejmu prowincjonalnego, przy czym szczególnie dobrze się przysłużył krajowi występując często w obronie włościan, których był reprezentantem. Budzyński należał też do dyrekcji komisji stanowej dla spraw ubogich i dyrekcji ubogich krajowych oraz do zarządu domu poprawy w Kościanie i dyrekcji kasy posiłkowej prowincjonalnej.
Zmarł 9 października 1875 roku.